# Egbert B. Brown
Egbert Benson Brown (4 de octubre de 1816 - 11 de febrero de 1902) fue un general de la Unión en el Teatro Trans-Mississippi de la Guerra Civil Americana.

## Infancia y educación
Egbert Brown nació en Brownsville, Nueva York, . Era un comerciante de granos. Después de trabajar para convertirse en alcalde de Toledo, se mudó a San Luis, Misuri, en 1852 y se dedicó al negocio del ferrocarril.

## Guerra civil
En agosto de 1861, Brown fue comisionado como teniente coronel del 7º Regimiento de Infantería Voluntaria de Misuri. Renunció a este puesto en mayo de 1862 para convertirse en general de brigada de la Milicia del Estado de Misuri (Unión). Fue nombrado general de brigada de voluntarios estadounidenses para clasificar desde el 29 de noviembre de 1862.
Los deberes de Brown consistían principalmente en reprimir a las guerrillas confederadas y oponerse a las incursiones de Arkansas y el territorio indio. Entre los puntos culminantes de su carrera se encuentran dos victorias sobre Joseph Shelby, en la Segunda Batalla de Springfield (1863) durante la primera incursión de Marmaduke, y en Marshall, Misuri, durante la Gran Incursión de Shelby de 1863. Brown resultó gravemente herido en el hombro en Springfield y perdió la movilidad de un brazo. Estuvo al mando del Distrito de Central Misuri durante 1863 y hasta 1864.
Aunque tuvo éxito en muchos compromisos, algunos criticaron a Brown por su falta de vigor. Esto llegó a un punto crítico durante la incursión de 1864 de Sterling Price en Misuri. En la batalla de Westport, el general de división de la Unión Alfred Pleasonton relevó a Brown del mando y lo arrestó por no obedecer de inmediato una orden de ataque. Brown luego asumió el mando del Distrito de Rolla en enero de 1865 hasta el final de la guerra.

## Después de la guerra
Brown fue el agente de pensiones de Estados Unidos en San Luis. de 1866 a 1868. Renunció para operar una granja en Illinois. Murió en la casa de una nieta en West Plains, Misuri, el 11 de febrero de 1902, y fue enterrado junto a su esposa en Cuba, Misuri.